# أسيتات ميثوكسي إيثيل الزئبق
أسيتات ميثوكسي إيثيل الزئبق هو مركب كيميائي كان يستخدم سابقًا كمبيد حشري في محاصيل وبذور القطن والحبوب الصغيرة. ويُعتبر مركب أسيتات ميثوكسي إيثيل الزئبق مادة شديدة السمية ويمكن أن تشكل خطرًا على الدماغ، والجهاز العصبي المركزي.